# Epidromia conspersata
Epidromia conspersata là một loài bướm đêm trong họ Erebidae.